# Héroe del Trabajo de Kazajistán
Héroe del Trabajo de Kazajistán (en kazajo: Қазақстанның Еңбек Ері, romanizado: Qazaqstannyń Eńbek Eri) es uno de los títulos más altos de los que actualmente entrega el gobierno de Kazajistán, otorgado por logros notables en el desarrollo económico y social del país. Los destinatarios del premio también reciben la Orden de Otan. El premio se estableció el 1 de diciembre de 2008 y se otorgó por primera vez el 16 de diciembre de 2008 después de un decreto presidencial del 5 de diciembre, es el sucesor del título soviético de Héroe del Trabajo Socialista y la variante civil del premio Héroe de Kazajistán.

## Descripción
El medallón del premio consiste en una estrella de siete puntas con una corona de trigo en el centro que rodea una imagen de un libro abierto al fondo, con una computadora frente a la página izquierda y una caldera de colada vertiendo metal fundido frente a la página derecha grabada en el anverso. El reverso del medallón contiene la inscripción «Héroe del Trabajo de Kazajistán» (en kazajo, Қазақстанның Еңбек Ері).
La estrella está suspendida del bloque de medallas mediante un eslabón de conexión. El bloque es una placa de metal pentagonal parcialmente cubierta por una cinta de muaré azul de 41 mm de alto y 34 mm de ancho.

## Condecorados
Cuarenta y dos personas han recibido el premio, incluidas las siguientes:
- Nursultan Nazarbayev, antiguo presidente de Kazajistán
- Serguéi Tereshchenko, antiguo Primer Ministro
- Abish Kekilbayev, escritor
- Olzhas Suleimenov, poeta y activista antinuclear
- Akhmetzhan Yessimov, antiguo alcalde de Almaty
- Zhaqsylyq Üshkempirov, medallista olímpico
- Serik Akshulakov, neurocirujano
- Yuri Pyat, cirujano cardiovascular